# Crotalaria mysorensis
Crotalaria mysorensis är en ärtväxtart som beskrevs av Albrecht Wilhelm Roth. Crotalaria mysorensis ingår i släktet sunnhampor, och familjen ärtväxter. Inga underarter finns listade i Catalogue of Life.